# Macusani
Macusani – miasto w Peru, w regionie Puno, stolica prowincji Carabaya. Według spisu ludności z 22 października 2017 roku miasto liczyło 11 242 mieszkańców. 